# Список народных художников Российской Федерации
16 июля 1943 г. было установлено почётное звание «Народный художник РСФСР». Звание присваивалось Указами Президиума Верховного Совета РСФСР, после вступления в должность 10 июля 1991 г. Президента РСФСР — Указами Президента РСФСР.
После изменения наименования государства с «Российская Советская Федеративная Социалистическая Республика» на «Российская Федерация» (см. Закон РСФСР от 25 декабря 1991 г. № 2094-I) Президент Российской Федерации стал присваивать звание «Народный художник Российской Федерации».
В статье представлен список лиц, которым присвоены звания «Народный художник РСФСР» в 1991—1992 гг. и «Народный художник Российской Федерации» с 1992 г. После даты присвоения почётного звания стоит номер соответствующего Указа Президента Российской Федерации (в 1991 г. Указы Президиума Верховного Совета РСФСР и наградные Указы Президента РСФСР номеров не имели).

## Народные художники РСФСР

### 1991 (13 человек)
1. 25 февраля 1991 г. — Санакоев Сергей Павлович — скульптор, Северо-Осетинская АССР.
2. 4 марта 1991 г. — Квасов Александр Сергеевич — ректор Московского высшего художественно-промышленного училища (б. Строгановское).
3. 18 марта 1991 г. — Сорокин Виктор Семёнович — художник, Липецкая область.
4. 25 марта 1991 г. — Рыбченков Борис Фёдорович — художник, город Москва.
5. 13 мая 1991 г. — Смирнов Максим Иванович — художник-резчик по дереву Богородской фабрики художественной резьбы, Московская область.
6. 17 июня 1991 г. — Щербаков Владимир Вячеславович — художник, город Москва.
7. 24 июня 1991 г. — подполковник Соломин Николай Николаевич — художественный руководитель Студии военных художников имени М. Б. Грекова.
8. 24 сентября 1991 г. — Сергин Валерьян Алексеевич — художник, Красноярский край[1].
9. 5 ноября 1991 г. — Бланк Борис Лейбович — художник-постановщик киноконцерна «Мосфильм»[2].
10. 5 ноября 1991 г. — Шумилов Вячеслав Фёдорович — художник, Тверская область[3].
11. 20 декабря 1991 г. — Киселёв Пётр Дмитриевич — художник-постановщик киноконцерна «Мосфильм»[4].
12. 20 декабря 1991 г. — Шенгелия Леван Александрович — художник-постановщик киноконцерна «Мосфильм»[4].
13. 20 декабря 1991 г. — Ряннель Тойво Васильевич — художник, Красноярский край[5].

### 1992 (1 человек)
1. 3 января 1992 г., № 244-н — Телин Владимир Никитович — художник, город Москва[6].

## Народные художники Российской Федерации

### 1992 (5 человек)
1. 21 февраля 1992 г., № 169 — Волков Стален Никандрович — художник-постановщик киноконцерна «Мосфильм»[7].
2. 21 февраля 1992 г., № 170 — Морозов Александр Иванович — художник, город Москва[8].
3. 6 апреля 1992 г., № 369 — Дунашова Татьяна Сергеевна — художник производственного объединения «Гжель», Московская область[9].
4. 20 ноября 1992 г., № 1464 — Жульев Юрий Васильевич — художник, город Москва[10].
5. 20 ноября 1992 г., № 1468 — Присекин Николай Сергеевич — художник Студии военных художников имени М. Б. Грекова, город Москва[11].

### 1993 (7 человек)
1. 20 февраля 1993 г., № 246 — Карпова Александра Степановна — художник ковернинской художественной фабрики «Хохломский художник», Нижегородская область[12].
2. 13 мая 1993 г., № 678 — Курилко-Рюмин Михаил Михайлович — художник, город Москва[13].
3. 13 мая 1993 г., № 679 — Калмахелидзе Гиви Дмитриевич — художник, Орловская область[14].
4. 23 ноября 1993 г., № 1989 — Мессерер Борис Асафович — главный художник Московского художественного академического театра имени А. П. Чехова[15].
5. 23 ноября 1993 г., № 1990 — Зеля Алексей Олегович — мастер по стеклу, город Москва[16].
6. 18 декабря 1993 г., № 2184 — Шмаринов Алексей Дементьевич — художник, город Москва[17].
7. 18 декабря 1993 г., № 2185 — Смагин Виталий Георгиевич — художник, Иркутская область[18].

### 1994 (17 человек)
1. 4 января 1994 г., № 6 — Церетели Зураб Константинович — художник, город Москва[19].
2. 11 января 1994 г., № 86 — Гаухман-Свердлов Марксэн Яковлевич — художник-постановщик, творческий работник Санкт-Петербургской киностудии «Ленфильм»[20].
3. 14 марта 1994 г., № 477 — Боровский-Бродский Давид Львович — главный художник Московского театра на Таганке[21].
4. 17 мая 1994 г., № 981 — Липицкий Виктор Дмитриевич — художник Федоскинской миниатюрной живописи, Московская область[22].
5. 26 мая 1994 г., № 1032 — Пименов Валерий Васильевич — профессор Института живописи, скульптуры и архитектуры имени И. Е. Репина, город Санкт-Петербург[23].
6. 26 мая 1994 г., № 1033 — Никонов Павел Фёдорович — художник, город Москва[24].
7. 3 июня 1994 г., № 1131 — Христолюбов Николай Павлович — профессор Московского государственного художественного института имени В. И. Сурикова[25].
8. 21 июня 1994 г., № 1312 — Королёв Геннадий Георгиевич — профессор Московского государственного художественного института имени В. И. Сурикова[26].
9. 21 июня 1994 г., № 1312 — Фомкин Александр Ильич — профессор Московского государственного художественного института имени В. И. Сурикова[26].
10. 21 июня 1994 г., № 1312 — Шепелев Лев Викторович — ректор, профессор Московского государственного художественного института имени В. И. Сурикова[26].
11. 21 июня 1994 г., № 1313 — Еремеев Олег Аркадьевич — ректор, профессор Санкт-Петербургского государственного академического института живописи, скульптуры и архитектуры имени И. Е. Репина[27].
12. 21 июня 1994 г., № 1313 — Лавренко Борис Михайлович — профессор Санкт-Петербургского государственного академического института живописи, скульптуры и архитектуры имени И. Е. Репина[27].
13. 21 июня 1994 г., № 1313 — Соколов Василий Васильевич — профессор Санкт-Петербургского государственного академического института живописи, скульптуры и архитектуры имени И. Е. Репина[27].
14. 6 июля 1994 г., № 1432 — Таутиев Владимир Бадчиреевич — художник Студии военных художников имени М. Б. Грекова, город Москва[28].
15. 14 июля 1994 г., № 1493 — Присекин Сергей Николаевич — художник Студии военных художников имени М. Б. Грекова, город Москва[29].
16. 1 декабря 1994 г., № 2139 — Новиков Николай Фёдорович — художник, город Москва[30].
17. 1 декабря 1994 г., № 2139 — Ризнич Иван Иванович — художник (акционерное общество «Ломоносовский фарфоровый завод»)[30].

### 1995 (15 человек)
1. 27 января 1995 г., № 78 — Стенберг Энар Георгиевич — главный художник Государственного академического театра имени Моссовета, город Москва[31].
2. 27 февраля 1995 г., № 215 — Усыпенко Фёдор Павлович — художник Студии военных художников имени М. Б. Грекова[32].
3. 17 марта 1995 г., № 284 — Ельчанинов Владимир Васильевич — художник, Смоленская область[33].
4. 11 мая 1995 г., № 483 — Переяславец Михаил Владимирович — художник Студии военных художников имени М. Б. Грекова[34].
5. 11 мая 1995 г., № 483 — Псарёв Виктор Пантелеевич — художник Студии военных художников имени М. Б. Грекова[34].
6. 30 мая 1995 г., № 551 — Балабанов Валерий Николаевич — заведующий кафедрой изобразительного искусства Академии славянской культуры, город Москва[35].
7. 30 мая 1995 г., № 551 — Карапаев Юрий Васильевич — художник Федоскинской фабрики миниатюрной живописи, Московская область[35].
8. 30 мая 1995 г., № 551 — Пучков Пётр Николаевич — художник Федоскинской фабрики миниатюрной живописи, Московская область[35].
9. 30 мая 1995 г., № 551 — Фомичёв Лев Александрович — художник Мстёрской фабрики миниатюрной живописи, Владимирская область[35].
10. 4 августа 1995 г., № 812 — Мальцев Евгений Демьянович — художник, город Санкт-Петербург[36].
11. 5 августа 1995 г., № 820 — Бритов Ким Николаевич — художник, Владимирская область[37].
12. 5 августа 1995 г., № 820 — Юкин Владимир Яковлевич — художник, Владимирская область[37].
13. 19 октября 1995 г., № 1062 — Карташов Михаил Николаевич — художник-постановщик киноконцерна «Мосфильм»[38].
14. 28 декабря 1995 г., № 1325 — Рукавишников Александр Иулианович — член-корреспондент Российской академии художеств, город Москва[39].
15. 28 декабря 1995 г., № 1325 — Шаманов Борис Иванович — заведующий кафедрой Санкт-Петербургской государственной художественно-промышленной академии[39].

### 1996 (14 человек)
1. 9 марта 1996 г., № 366 — Антипов Николай Петрович — художник Жостовской фабрики декоративной росписи, Московская область[40].
2. 9 марта 1996 г., № 366 — Графов Борис Васильевич — главный художник Жостовской фабрики декоративной росписи, Московская область[40].
3. 9 марта 1996 г., № 366 — Солонинкин Николай Михайлович — художник (Федоскинский народный художественный промысел лаковой миниатюры)[40].
4. 9 апреля 1996 г., № 512 — Андронов Николай Иванович — профессор Московского государственного академического художественного института имени В. И. Сурикова[41].
5. 9 апреля 1996 г., № 512 — Бенедиктов Станислав Бенедиктович — главный художник Российского академического молодёжного театра, город Москва[41].
6. 9 апреля 1996 г., № 512 — Каплан Исаак Менделевич — художник-постановщик Санкт-Петербургской киностудии художественных фильмов «Ленфильм»[41].
7. 9 апреля 1996 г., № 512 — Малолетков Валерий Александрович — художник, город Москва[41].
8. 2 мая 1996 г., № 617 — Салахов Таир Теймур оглы — художник, город Москва[42].
9. 20 июля 1996 г., № 1074 — Гоголев Кронид Александрович — художник, Республика Карелия[43].
10. 30 августа 1996 г., № 1284 — Сидоров Фёдор Лаврентьевич — художник, город Москва[44].
11. 22 октября 1996 г., № 1481 — Горский Андрей Петрович — художник, город Москва[45].
12. 22 октября 1996 г., № 1481 — Серебряков Николай Николаевич — художник-постановщик киностудии «Союзмультфильм», город Москва[45].
13. 11 декабря 1996 г., № 1669 — Доспалова Екатерина Николаевна — главный художник производственно-художественного объединения «Хохломская роспись», Нижегородская область[46].
14. 14 декабря 1996 г., № 1692 — Севостьянов Геннадий Кириллович — художник Студии военных художников имени М. Б. Грекова[47].

### 1997 (11 человек)
1. 16 апреля 1997 г., № 357 — Бабурин Николай Иванович — художник, посёлок Холуй Ивановской области[48].
2. 16 апреля 1997 г., № 357 — Дувидов Виктор Аронович — художник, город Москва[48].
3. 16 апреля 1997 г., № 357 — Копейко Юрий Васильевич — художник, город Москва[48].
4. 16 апреля 1997 г., № 357 — Литовченко Мария Тимофеевна — скульптор, город Санкт-Петербург[48].
5. 16 апреля 1997 г., № 357 — Титов Анатолий Михайлович — художник, Рязанская область[48].
6. 30 июня 1997 г., № 657 — Ухналёв Евгений Ильич — специалист-эксперт аппарата Государственной герольдии при Президенте Российской Федерации, город Санкт-Петербург[49].
7. 25 августа 1997 г., № 937 — Загорский Константин Иванович — художник-постановщик Центральной киностудии детских и юношеских фильмов имени М. Горького, город Москва[50].
8. 25 августа 1997 г., № 937 — Маклакова Элеонора Петровна — художник-постановщик по костюмам Центральной киностудии детских и юношеских фильмов имени М. Горького, город Москва[50].
9. 25 августа 1997 г., № 937 — Походаев Юрий Архипович — художник, город Москва[50].
10. 11 сентября 1997 г., № 1004 — Шейнцис Олег Аронович — главный художник театра, творческий работник Московского государственного театра «Ленком»[51].
11. 19 ноября 1997 г., № 1240 — Фетисов Виктор Георгиевич — скульптор, Волгоградская область[52].

### 1998 (11 человек)
1. 26 января 1998 г., № 80 — Кокурин Валерий Григорьевич — художник, Владимирская область[53].
2. 26 января 1998 г., № 80 — Монин Евгений Григорьевич — художник, город Москва[53].
3. 26 января 1998 г., № 80 — Токмаков Лев Алексеевич — художник, город Москва[53].
4. 4 июля 1998 г., № 769 — Глебов Владимир Владимирович — профессор кафедры рисунка Московского государственного открытого педагогического университета[54].
5. 4 июля 1998 г., № 769 — Непомнящий Борис Львович — художник, Новгородская область[54].
6. 31 августа 1998 г., № 1038 — Бархин Сергей Михайлович — художественный руководитель — сценограф Государственного академического Большого театра России, город Москва[55].
7. 31 августа 1998 г., № 1038 — Кладиенко Юрий Данилович — художник-постановщик киноконцерна «Мосфильм», город Москва[55].
8. 13 октября 1998 г., № 1229 — Корбаков Владимир Николаевич — художник, Вологодская область[56].
9. 14 ноября 1998 г., № 1390 — Голицын Илларион Владимирович — художник, действительный член Российской академии художеств, город Москва[57].
10. 14 ноября 1998 г., № 1390 — Зевакин Виктор Сергеевич — художник, Кемеровская область[57].
11. 14 ноября 1998 г., № 1390 — Коковихин Николай Алексеевич — художник, Тверская область[57].

### 1999 (18 человек)
1. 8 января 1999 г., № 36 — Ринчинов Солбон Раднаевич — художник, Республика Бурятия[58].
2. 4 марта 1999 г., № 318 — Алимов Сергей Александрович — художник, город Москва[59].
3. 4 марта 1999 г., № 318 — Белов Валентин Михайлович — скульптор, Калужская область[59].
4. 1 апреля 1999 г., № 408 — Джамалудинов Магомед Казиевич — художник, директор Махачкалинского комбината народных умельцев Республики Дагестан[60].
5. 1 апреля 1999 г., № 408 — Удалова Валентина Александровна — художник Ковернинского творческо-производственного объединения «Хохломский художник» Нижегородской области[60].
6. 18 апреля 1999 г., № 502 — Воронков Николай Львович — художник, город Москва[61].
7. 17 июня 1999 г., № 786 — Диодоров Борис Аркадьевич — художник, город Москва[62].
8. 17 июня 1999 г., № 786 — Кукулиева Калерия Васильевна — художник, Ивановская область[62].
9. 30 июля 1999 г., № 940 — Геворкян Христофор Багдасарович — скульптор, город Москва[63].
10. 30 июля 1999 г., № 940 — Леднев Валерий Александрович — художник, заведующий кафедрой рисунка Российского государственного педагогического университета имени А. И. Герцена, город Санкт-Петербург[63].
11. 30 июля 1999 г., № 940 — Чернов Павел Афанасьевич — художник, Кемеровская область[63].
12. 10 сентября 1999 г., № 1217 — Харламов Сергей Михайлович — председатель правления областной организации Союза художников России, работник акционерных обществ, предприятий, учреждений и организаций Московской области[64].
13. 20 октября 1999 г., № 1402 — Клыков Вячеслав Михайлович — скульптор, город Москва[65].
14. 22 ноября 1999 г., № 1557 — Агеев Михаил Сергеевич — художник, Ивановская область[66].
15. 22 ноября 1999 г., № 1557 — Грумкова Валентина Васильевна — художник, Рязанская область[66].
16. 22 ноября 1999 г., № 1557 — Дик Пётр Гергардович — художник, Владимирская область[66].
17. 22 ноября 1999 г., № 1557 — Намеровский Геннадий Васильевич — художник, председатель правления Смоленской организации Союза художников России[66].
18. 22 ноября 1999 г., № 1557 — Смирнова Диана Алексеевна — художник, Рязанская область[66].

### 2000 (12 человек)
1. 12 апреля 2000 г., № 672 — Бычков Борис Тимофеевич — художник, Иркутская область[67].
2. 12 апреля 2000 г., № 672 — Варламов Алексей Григорьевич — художник, Нижегородская область[67].
3. 12 апреля 2000 г., № 672 — Мечев Мюд Мариевич — художник, город Москва[67].
4. 1 июня 2000 г., № 1002 — Поморцев Борис Николаевич — художник, работник предприятий, учреждений и организаций Республики Карелия[68].
5. 26 июля 2000 г., № 1380 — Чарушин Никита Евгеньевич — художник, член-корреспондент Российской академии художеств, город Санкт-Петербург[69].
6. 26 июля 2000 г., № 1380 — Чернышева Екатерина Николаевна — художник, город Москва[69].
7. 25 сентября 2000 г., № 1694 — Пчельников Игорь Владимирович — художник, город Москва[70].
8. 25 сентября 2000 г., № 1694 — Сысоев Николай Александрович — художник, город Москва[70].
9. 27 октября 2000 г., № 1809 — Журавлёв Дмитрий Власович — художник, Новгородская область[71].
10. 27 октября 2000 г., № 1809 — Косьмин Дмитрий Александрович — художник, город Москва[71].
11. 18 ноября 2000 г., № 1885 — Стекольщиков Вячеслав Константинович — художник, город Москва[72].
12. 18 ноября 2000 г., № 1885 — Устинов Николай Александрович — художник, город Москва[72].

### 2001 (11 человек)
1. 7 мая 2001 г., № 521 — Гущин Николай Александрович — главный художник акционерного общества Ковернинского творческо-производственного объединения «Хохломский художник», Нижегородская область[73].
2. 7 мая 2001 г., № 521 — Кузнецов Анатолий Владимирович — художник, преподаватель Всероссийского государственного института кинематографии имени С. А. Герасимова, город Москва[73].
3. 7 мая 2001 г., № 521 — Макеев Виктор Иванович — художник, город Москва[73].
4. 15 мая 2001 г., № 541 — Абакумов Михаил Георгиевич — художник, Московская область[74].
5. 6 июня 2001 г., № 656 — Знак Анатолий Маркович — художник, Красноярский край[75].
6. 6 июня 2001 г., № 656 — Соколова Лина Александровна — художник, город Москва[75].
7. 19 июля 2001 г., № 892 — Чаплыгин Пётр Иванович — художник, Волгоградская область[76].
8. 6 сентября 2001 г., № 1106 — Елисеев Анатолий Михайлович — художник, город Москва[77].
9. 6 сентября 2001 г., № 1106 — Скобелев Михаил Александрович — художник, город Москва[77].
10. 21 ноября 2001 г., № 1338 — Харлов Виктор Георгиевич — художник, Кировская область[78].
11. 23 декабря 2001 г., № 1473 — Гейбатов Гейбат Нурахмедович — скульптор, Республика Дагестан[79].

### 2002 (17 человек)
1. 15 апреля 2002 г., № 390 — Васильцов Владимир Константинович — художник, профессор Московского высшего художественно-промышленного училища имени Строганова[80].
2. 15 апреля 2002 г., № 390 — Жарёнова Элеонора Александровна — художник, профессор Московского государственного университета печати[80].
3. 15 апреля 2002 г., № 390 — Пименов Владимир Сергеевич — художник, Московская область[80].
4. 15 апреля 2002 г., № 390 — Самарин Вячеслав Фёдорович — художник, Смоленская область[80].
5. 15 апреля 2002 г., № 390 — Шварцман Леонид Аронович(1920-2022) — художник-постановщик киностудии «Союзмультфильм», город Москва[80].
6. 27 апреля 2002 г., № 421 — Богданова Наталия Николаевна — скульптор, город Москва[81].
7. 27 апреля 2002 г., № 421 — Грибов Евгений Алексеевич — художник, Ивановская область[81].
8. 27 апреля 2002 г., № 421 — Кручинина Ольга Семёновна — художник-постановщик по костюмам, город Москва[81].
9. 27 апреля 2002 г., № 421 — Песиков Владимир Симонович — профессор, декан факультета живописи Санкт-Петербургского государственного академического института живописи, скульптуры и архитектуры имени И. Е. Репина[81].
10. 27 апреля 2002 г., № 421 — Талащук Алексей Юрьевич — художник, ректор Санкт-Петербургской государственной художественно-промышленной академии[81].
11. 1 июля 2002 г., № 678 — Зарипов Ильдар Касимович — художник, Республика Татарстан[82].
12. 30 сентября 2002 г., № 1098 — Савченкова Мария Владимировна — художник, город Москва[83].
13. 30 сентября 2002 г., № 1098 — Цигаль Виктор Ефимович — художник, действительный член Российской академии художеств, город Москва[83].
14. 4 октября 2002 г., № 1126 — Петров-Маслаков Всеволод Михайлович — художник, город Санкт-Петербург[84]
15. 4 октября 2002 г., № 1126 — Постол Алексей Григорьевич — профессор кафедры «Скульптура» Московского архитектурного института (государственной академии)[84].
16. 4 октября 2002 г., № 1126 — Старов Владимир Георгиевич — профессор кафедры рисунка Санкт-Петербургского государственного академического института живописи, скульптуры и архитектуры имени И. Е. Репина[84].
17. 19 декабря 2002 г., № 1429 — Цузмер Ревекка Моисеевна — художник, город Москва[85].

### 2003 (19 человек)
1. 27 января 2003 г., № 75 — Бернадский Валентин Данилович — художник, деятель культуры и искусства Украины[86].
2. 22 февраля 2003 г., № 236 — Авакян Вардкес Айкович — скульптор, Челябинская область[87].
3. 22 февраля 2003 г., № 236 — Дарьин Геннадий Александрович — художник, Ярославская область[87].
4. 22 февраля 2003 г., № 236 — Думанян Виктор Хачатурович — скульптор, город Москва[87].
5. 22 февраля 2003 г., № 236 — Кулаков Вадим Алексеевич — художник, город Москва[87].
6. 17 марта 2003 г., № 336 — Дробицкий Эдуард Николаевич — художник, президент Творческого союза художников России, город Москва[88].
7. 17 марта 2003 г., № 336 — Ромадин Михаил Николаевич — художник, город Москва[88].
8. 19 мая 2003 г., № 537 — Горяев Сергей Витальевич — художник, город Москва[89].
9. 19 мая 2003 г., № 537 — Лой Николай Павлович — художник, Краснодарский край[89].
10. 19 мая 2003 г., № 537 — Рыбачук Иван Васильевич — художник, Приморский край[89].
11. 11 июня 2003 г., № 669 — Евдокимов Валерий Андреевич — скульптор, Московская область[90].
12. 21 июля 2003 г., № 803 — Бакланов Александр Васильевич — главный художник Санкт-Петербургского монетного двора[91].
13. 1 сентября 2003 г., № 1018 — Ковальчук Андрей Николаевич — художник, секретарь Всероссийской творческой общественной организации «Союз художников России», город Москва[92].
14. 1 сентября 2003 г., № 1018 — Курилов Адольф Степанович — художник Гусевского хрустального завода, Владимирская область[92].
15. 15 сентября 2003 г., № 1071 — Павлов Пётр Васильевич — художник, Ульяновская область[93].
16. 24 октября 2003 г., № 1232 — Никиреев Станислав Михайлович — художник, Московская область[94].
17. 24 октября 2003 г., № 1232 — Репин Николай Никитович — профессор Санкт-Петербургского государственного академического института живописи, скульптуры и архитектуры имени И. Е. Репина[94].
18. 24 октября 2003 г., № 1232 — Светозаров Владимир Иосифович — художник-постановщик киностудии «Ленфильм», город Санкт-Петербург[94].
19. 29 ноября 2003 г., № 1416 — Корнеев Владимир Васильевич — художник общества с ограниченной ответственностью «Хрустальный завод», Владимирская область[95].

### 2004 (16 человек)
1. 7 февраля 2004 г., № 156 — Вуколов Олег Александрович — художник, город Москва[96].
2. 7 февраля 2004 г., № 156 — Таратынов Михаил Васильевич — скульптор, город Москва[96].
3. 7 февраля 2004 г., № 156 — Тутунджан Джанна Таджатовна — художник, Вологодская область[96].
4. 10 марта 2004 г., № 339 — Боровской Николай Иванович — художник, оргсекретарь Всероссийской творческой общественной организации «Союз художников России», город Москва[97].
5. 10 марта 2004 г., № 339 — Зырянов Александр Петрович — художник, Пермская область[97].
6. 10 марта 2004 г., № 339 — Кусакова Людмила Михайловна — художник-постановщик федерального государственного унитарного предприятия "Киноконцерн «Мосфильм»[97].
7. 20 мая 2004 г., № 654 — Балагурова Нина Сергеевна — художник, Тамбовская область[98].
8. 20 мая 2004 г., № 654 — Кочергина Наталия Николаевна — художник-постановщик Санкт-Петербургского государственного унитарного предприятия "Киностудия «Ленфильм»[98].
9. 20 мая 2004 г., № 654 — Правоторов Геннадий Иванович — художник, город Москва[98].
10. 12 июня 2004 г., № 764 — Акритас Альбина Георгиевна — художник, город Москва[99].
11. 12 июня 2004 г., № 764 — Силин Александр Семёнович — художник, Псковская область[99].
12. 12 июня 2004 г., № 764 — Тутунов Андрей Андреевич — художник, город Москва[99].
13. 12 июня 2004 г., № 764 — Устьянцев Леонид Фёдорович — художник, Свердловская область[99].
14. 24 августа 2004 г., № 1108 — Нестеренко Василий Игоревич — художник, художественный руководитель государственного учреждения культуры города Москвы «Московская государственная картинная галерея Василия Нестеренко»[100].
15. 11 октября 2004 г., № 1303 — Шилов Виктор Викторович — художник, город Москва[101].
16. 5 ноября 2004 г., № 1413 — Согоян Фридрих Мкртичевич — скульптор, город Москва[102].

### 2005 (21 человек)
1. 21 февраля 2005 г., № 191 — Визель, Галина Михайловна — художник, преподаватель государственного образовательного учреждения «Центр искусств для одарённых детей Севера», Ханты-Мансийский автономный округ — Югра[103].
2. 21 февраля 2005 г., № 191 — Дьяков Фёдор Григорьевич — художник, Камчатская область[103].
3. 23 февраля 2005 г., № 204 — Волков Василий Иванович — художник, Тверская область[104].
4. 23 февраля 2005 г., № 204 — Каленский Владимир Дионисович — художник, город Москва[104].
5. 23 февраля 2005 г., № 204 — Ольшевская Злата Александровна — художник открытого акционерного общества «Павловопосадская платочная мануфактура», Московская область[104].
6. 3 апреля 2005 г., № 388 — Дочкин Николай Викторович — художник, Тверская область[105].
7. 3 апреля 2005 г., № 388 — Мызников Геннадий Сергеевич — художник, Московская область[105].
8. 7 апреля 2005 г., № 401 — Кошелев Владимир Иванович — скульптор, доцент кафедры скульптуры государственного образовательного учреждения высшего профессионального образования «Московский государственный академический художественный институт имени В. И. Сурикова»[106].
9. 26 мая 2005 г., № 592 — Максимов Евгений Николаевич — академик-секретарь Отделения живописи Российской академии художеств, заведующий кафедрой государственного образовательного учреждения высшего профессионального образования «Московский государственный академический художественный институт имени В. И. Сурикова»[107].
10. 6 июня 2005 г., № 650 — Юдашкин Валентин Абрамович — художник-модельер, художественный руководитель общества с ограниченной ответственностью «Валентин Юдашкин», город Москва[108].
11. 29 июня 2005 г., № 755 — Варичев Иван Михайлович — художник, город Санкт-Петербург[109].
12. 29 июня 2005 г., № 755 — Козорезенко Пётр Петрович — художник, председатель секции детского и юношеского творчества «Молодая палитра России» некоммерческого партнёрства «Международная академия наук педагогического образования», город Москва[109].
13. 1 августа 2005 г., № 900 — Чаркин Альберт Серафимович — скульптор, председатель правления общественной организации «Санкт-Петербургский союз художников»[110].
14. 31 августа 2005 г., № 1013 — Муравьёв Александр Михайлович — художник, председатель Иркутского регионального отделения Всероссийской творческой общественной организации «Союз художников России»[111].
15. 31 августа 2005 г., № 1013 — Мухин Николай Александрович — художник, Ярославская область[111].
16. 31 августа 2005 г., № 1013 — Полонкоев Мурат Махиевич — художник, председатель Ингушской региональной организации Всероссийской творческой общественной организации «Союз художников России»[111].
17. 1 октября 2005 г., № 1153 — Андрияка Сергей Николаевич — художник, художественный руководитель государственного образовательного учреждения «Московская государственная специализированная школа акварели Сергея Андрияки с музейно-выставочным комплексом»[112].
18. 25 октября 2005 г., № 1241 — Леман Георгий Александрович — художник, город Москва[113].
19. 25 октября 2005 г., № 1241 — Рыбасова Мария Дмитриевна — художник-постановщик государственного учреждения культуры города Москвы «Государственный академический театр имени Моссовета»[113].
20. 25 октября 2005 г., № 1241 — Черникович Парфён Парфёнович — художник, Нижегородская область[113].
21. 21 декабря 2005 г., № 1503 — Иванов Николай Александрович — скульптор, город Москва[114].

### 2006 (23 человека)
1. 13 февраля 2006 г., № 104 — Вагнер Александр Евгеньевич — скульптор, председатель правления Липецкой областной организации Всероссийской творческой общественной организации «Союз художников России»[115].
2. 13 февраля 2006 г., № 104 — Яковлев Андрей Алексеевич — художник, город Санкт-Петербург[115].
3. 10 апреля 2006 г., № 350 — Жилкин Георгий Дмитриевич — скульптор, заведующий кафедрой государственного образовательного учреждения высшего профессионального образования «Московский государственный художественно-промышленный университет имени С. Г. Строганова»[116].
4. 20 апреля 2006 г., № 405 — Коробейников Виталий Владимирович — художник, Краснодарский край[117].
5. 20 апреля 2006 г., № 405 — Попов Виталий Борисович — художник, Московская область[117].
6. 29 мая 2006 г., № 541 — Арсеньев Аркадий Борисович — художник, секретарь Всероссийской творческой общественной организации «Союз художников России», город Москва[118].
7. 29 мая 2006 г., № 541 — Боско Юрий Иванович — художник, профессор государственного образовательного учреждения высшего профессионального образования «Московский архитектурный институт (государственная академия)»[118].
8. 29 мая 2006 г., № 541 — Лебедева Раиса Ивановна — художник, профессор государственного образовательного учреждения высшего профессионального образования «Московский государственный академический художественный институт имени В. И. Сурикова»[118].
9. 22 июня 2006 г., № 629 — Лубенников Иван Леонидович — художник, доцент государственного образовательного учреждения высшего профессионального образования «Московский государственный академический художественный институт имени В. И. Сурикова»[119].
10. 1 августа 2006 г., № 810 — Ефимочкин Геннадий Фёдорович — художник, город Москва[120].
11. 1 августа 2006 г., № 810 — Спорыхин Борис Тихонович — художник творческой фирмы «Донской художественный фонд», Ростовская область[120].
12. 22 сентября 2006 г., № 1044 — Бакулевский Александр Сергеевич — художник, Республика Марий Эл[121].
13. 22 сентября 2006 г., № 1044 — Махотин Юрий Андреевич — художник, Брянская область[121].
14. 1 декабря 2006 г., № 1332 — Гатилова Евгения Ильинична — скульптор производственного кооператива «Дулевский фарфор», Московская область[122].
15. 1 декабря 2006 г., № 1332 — Зайцев Вячеслав Михайлович — художник-модельер, генеральный директор открытого акционерного общества «Московский дом моды Вячеслава Зайцева»[122].
16. 1 декабря 2006 г., № 1332 — Орехова Вероника Паповна — художник, город Москва[122].
17. 1 декабря 2006 г., № 1332 — Торлопов Станислав Анфимович — художник, Республика Коми[122].
18. 9 декабря 2006 г., № 1381 — Красильникова Мария Владиленовна — художник, город Москва[123].
19. 9 декабря 2006 г., № 1381 — Миронов Виталий Сергеевич — художник, Московская область[123].
20. 9 декабря 2006 г., № 1381 — Тихомиров Александр Евгеньевич — художник, Амурская область[123].
21. 9 декабря 2006 г., № 1381 — Шмакова Алла Алексеевна — художник, город Москва[123].
22. 28 декабря 2006 г., № 1471 — Паштов Герман Суфадинович — художник, руководитель творческой мастерской федерального государственного образовательного учреждения высшего профессионального образования «Красноярский государственный художественный институт»[124].
23. 28 декабря 2006 г., № 1471 — Селиванов Николай Александрович — скульптор, Московская область[124].

### 2007 (27 человек)
1. 13 марта 2007 г., № 334 — Блиок Андрей Николаевич — профессор государственного образовательного учреждения высшего профессионального образования «Санкт-Петербургский государственный академический институт живописи, скульптуры и архитектуры имени И. Е. Репина»[125].
2. 21 марта 2007 г., № 406 — Дикунов Иван Павлович — скульптор, профессор государственного образовательного учреждения высшего профессионального образования «Воронежский государственный архитектурно-строительный университет»[126].
3. 21 марта 2007 г., № 406 — Рафиков Искандер Валиуллович — художник, профессор федерального государственного образовательного учреждения высшего профессионального образования «Казанский государственный архитектурно-строительный университет», Республика Татарстан[126].
4. 21 мая 2007 г., № 648 — Арефьев Владимир Анатольевич — главный художник государственного учреждения культуры «Московский академический Музыкальный театр имени народных артистов К. С. Станиславского и Вл. И. Немировича-Данченко»[127].
5. 21 мая 2007 г., № 648 — Дроздов Виталий Петрович — художник, Хабаровский край[127].
6. 21 мая 2007 г., № 648 — Канканян Жанвалжан Мигранович — скульптор, город Москва[127].
7. 21 мая 2007 г., № 648 — Минкин Виктор Алексеевич — художник, Рязанская область[127].
8. 21 мая 2007 г., № 648 — Ульянов Владимир Александрович — художник, Ярославская область[127].
9. 21 мая 2007 г., № 648 — Филиппов Валерий Николаевич — художник-постановщик по декорациям федерального государственного унитарного предприятия "Киноконцерн «Мосфильм», город Москва[127].
10. 27 мая 2007 г., № 660 — Глухов Виктор Александрович — художник, город Москва[128].
11. 27 мая 2007 г., № 660 — Пясковский Михаил Григорьевич — художник, Калининградская область[128].
12. 27 мая 2007 г., № 660 — Суховецкий Алексей Николаевич — художник, город Москва[128].
13. 25 июля 2007 г., № 947 — Куприянов Сергей Алексеевич — художник, город Москва[129].
14. 25 июля 2007 г., № 947 — Ладнов Анатолий Николаевич — художник, Челябинская область[129].
15. 25 июля 2007 г., № 947 — Чебанов Вениамин Карпович — художник, Новосибирская область[129].
16. 6 августа 2007 г., № 1025 — Кислых Вадим Иванович — художник-постановщик, член общественной организации «Союз кинематографистов Российской Федерации», город Москва[130].
17. 6 августа 2007 г., № 1025 — Мосийчук Анатолий Мефодьевич — художник, город Москва[130].
18. 6 августа 2007 г., № 1025 — Серебровский Владимир Глебович — главный художник федерального государственного учреждения культуры «Московский художественный академический театр имени М. Горького»[130].
19. 6 августа 2007 г., № 1025 — Чекмасов Валентин Сергеевич — художник, Республика Карелия[130].
20. 10 октября 2007 г., № 1355 — Кат Теучеж Мадинович — художник, Республика Адыгея[131].
21. 17 ноября 2007 г., № 1505 — Будкеев Михаил Яковлевич — художник, Алтайский край[132].
22. 17 ноября 2007 г., № 1505 — Смолин Иван Игнатьевич — художник-дизайнер, начальник лаборатории технической эстетики и дизайна открытого акционерного общества «Электростальский завод тяжёлого машиностроения», Московская область[132].
23. 3 декабря 2007 г., № 1626 — Шабанов Магомед Магомедович — художник, Республика Дагестан[133].
24. 10 декабря 2007 г., № 1647 — Казанцев Сергей Сергеевич — скульптор, Московская область[134].
25. 10 декабря 2007 г., № 1647 — Межиров Юрий Александрович — художник, город Санкт-Петербург[134].
26. 10 декабря 2007 г., № 1647 — Травников Герман Алексеевич — художник, Курганская область[134].
27. 28 декабря 2007 г., № 1760 — Черёмушкин Герман Вячеславович — художник, город Москва[135].

### 2008 (17 человек)
1. 21 февраля 2008 г., № 234 — Булдыгин Адольф Фёдорович — художник, Ярославская область[136].
2. 21 февраля 2008 г., № 234 — Мурадова Наталья Владимировна — художник, город Москва[136].
3. 11 марта 2008 г., № 332 — Газимагомедов Гамзат Газимагомедович — художник, начальник отдела Комитета Правительства Республики Дагестан по народным художественным промыслам[137].
4. 11 марта 2008 г., № 332 — Изотов Михаил Николаевич — художник, профессор кафедры изобразительного искусства государственного образовательного учреждения высшего профессионального образования «Владимирский государственный педагогический университет»[137].
5. 11 марта 2008 г., № 332 — Ринчинова Светлана Петровна — художник, заведующая кафедрой федерального государственного образовательного учреждения высшего профессионального образования «Восточно-Сибирская государственная академия культуры и искусств», Республика Бурятия[137].
6. 11 апреля 2008 г., № 478 — Татаев Илес Вахидович — скульптор, директор галереи Илеса Татаева — филиала государственного учреждения «Национальный музей Чеченской Республики»[138].
7. 21 мая 2008 г., № 824 — Сажин Тимур Петрович — художник, город Москва[139].
8. 21 мая 2008 г., № 824 — Фомина Лидия Андреевна — художник, город Москва[139].
9. 4 июня 2008 г., № 893 — Комиссаров Иван Еремеевич — художник, Самарская область[140].
10. 4 июня 2008 г., № 893 — Коростелёв Пётр Гурьевич — художник-эксперт Санкт-Петербургской общественной организации художников-инвалидов «Международный университет»[140].
11. 1 сентября 2008 г., № 1292 — Арзуманов Валерий Николаевич — художник, директор государственного образовательного учреждения культуры «Ставропольское краевое училище дизайна»[141].
12. 12 ноября 2008 г., № 1605 — Келехсаев Магрез Ильич — художник, Республика Северная Осетия — Алания[142].
13. 1 декабря 2008 г., № 1700 — Ардимасов Олег Иванович — художник, проректор учебно-методического объединения по художественному образованию государственного образовательного учреждения высшего профессионального образования «Московский государственный академический художественный институт имени В. И. Сурикова»[143].
14. 1 декабря 2008 г., № 1700 — Запечнов Геннадий Семёнович — художник, Ростовская область[143].
15. 16 декабря 2008 г., № 1782 — Дёма Анатолий Гордеевич — заведующий кафедрой архитектурно-декоративной пластики государственного образовательного учреждения высшего профессионального образования «Санкт-Петербургская государственная художественно-промышленная академия имени А. Л. Штиглица»[144].
16. 16 декабря 2008 г., № 1782 — Захаров Евгений Григорьевич — профессор кафедры рисунка государственного образовательного учреждения высшего профессионального образования «Московский государственный областной университет», город Москва[144].
17. 16 декабря 2008 г., № 1782 — Суровцев Владимир Александрович — скульптор, город Москва[144].

### 2009 (10 человек)
1. 3 февраля 2009 г., № 115 — Жарков Юрий Дмитриевич — художник, Ярославская область[145].
2. 6 февраля 2009 г., № 134 — Гавриляченко Сергей Александрович — художник, секретарь Всероссийской творческой общественной организации «Союз художников России», город Москва[146].
3. 5 апреля 2009 г., № 348 — Руднев Василий Филиппович — художник, профессор кафедры государственного образовательного учреждения высшего профессионального образования «Санкт-Петербургский государственный академический институт живописи, скульптуры и архитектуры имени И. Е. Репина»[147].
4. 5 апреля 2009 г., № 348 — Сотсков Геннадий Алексеевич — художник, город Москва[147].
5. 24 апреля 2009 г., № 452 — Быстров Александр Кирович — художник, профессор государственного образовательного учреждения высшего профессионального образования «Санкт-Петербургский государственный академический институт живописи, скульптуры и архитектуры имени И. Е. Репина»[148].
6. 24 апреля 2009 г., № 452 — Галкин Валерий Николаевич — художник-дизайнер, город Санкт-Петербург[148].
7. 22 июня 2009 г., № 697 — Лаврентьев Зосим Фёдорович — художник, Республика Марий Эл[149].
8. 22 июня 2009 г., № 697 — Сайкина Александра Васильевна — художник, Нижегородская область[149].
9. 22 июня 2009 г., № 700 — Голованова Татьяна Константиновна — главный художник закрытого акционерного общества «Скопинская художественная керамика», Рязанская область[150].
10. 11 декабря 2009 г., № 1429 — Лощинина Татьяна Васильевна — художник-искусствовед закрытого акционерного общества «Скопинская художественная керамика», Рязанская область[151].

### 2010 (8 человек)
1. 15 января 2010 г., № 67 — Добров Геннадий Михайлович — художник общества с ограниченной ответственностью «Арт-Ласта», город Москва[152].
2. 22 января 2010 г., № 92 — Антонов Евгений Андреевич — скульптор, председатель Тверского областного отделения Всероссийской творческой общественной организации «Союз художников России»[153].
3. 16 февраля 2010 г., № 196 — Никольский Анатолий Николаевич — художник, Новосибирская область[154].
4. 3 марта 2010 г., № 263 — Карих Александр Андреевич — художник, председатель правления Ярославского областного отделения Всероссийской творческой общественной организации «Союз художников России»[155].
5. 12 апреля 2010 г., № 452 — Ананьев Михаил Ананьевич — художник федерального государственного учреждения культуры и искусства «Студия военных художников имени М. Б. Грекова»[156].
6. 19 апреля 2010 г., № 472 — Зевин Евгений Моисеевич — художник, вице-президент Общероссийской общественной организации «Общественная Российская Академия Искусств», город Москва[157].
7. 16 июня 2010 г., № 744 — Браговский Эдуард Георгиевич — художник, город Москва[158].
8. 30 июля 2010 г., № 957 — Савельева Любовь Ивановна — художник, академик-секретарь Отделения декоративно-прикладного искусства Российской академии художеств[159].

### 2011 (12 человек)
1. 19 мая 2011 г., № 647 — Егуткин Аркадий Ефимович — художник, председатель правления Ульяновской региональной организации Всероссийской творческой общественной организации «Союз художников России»[160].
2. 19 мая 2011 г., № 647 — Елфимов Георгий Александрович — художник, член Архангельской региональной организации Всероссийской творческой общественной организации «Союз художников России»[160].
3. 19 мая 2011 г., № 647 — Ишин Александр Владимирович — художник, заместитель председателя правления Московского отделения Всероссийской творческой общественной организации «Союз художников России»[160].
4. 19 мая 2011 г., № 647 — Кутилин Владимир Александрович — художник, член Костромской областной организации Всероссийской творческой общественной организации «Союз художников России»[160].
5. 19 мая 2011 г., № 647 — Матюшин Лев Николаевич — скульптор, член региональной общественной организации «Объединение московских скульпторов»[160].
6. 19 мая 2011 г., № 647 — Окунев Вячеслав Александрович — главный художник Санкт-Петербургского государственного учреждения культуры «Санкт-Петербургский государственный академический театр оперы и балета имени М. П. Мусоргского — Михайловский театр»[160].
7. 19 мая 2011 г., № 647 — Полотнов Валерий Павлович — художник, секретарь Всероссийской творческой общественной организации «Союз художников России», город Москва[160].
8. 19 мая 2011 г., № 647 — Прохоров Константин Александрович — художник, член Московского областного отделения Всероссийской творческой общественной организации «Союз художников России»[160].
9. 19 мая 2011 г., № 647 — Степанов Иван Григорьевич — художник, член Орловской региональной организации Всероссийской творческой общественной организации «Союз художников России», заведующему кафедрой живописи государственного образовательного учреждения высшего профессионального образования «Орловский государственный университет»[160].
10. 19 мая 2011 г., № 647 — Ушакова Вера Ивановна — художник, член Вятской региональной организации Всероссийской творческой общественной организации «Союз художников России», Кировская область[160].
11. 19 мая 2011 г., № 647 — Франгулян Георгий Вартанович — скульптор, член региональной общественной организации «Московский союз художников»[160].
12. 19 мая 2011 г., № 647 — Щербаков Салават Александрович — скульптор, член региональной общественной организации «Объединение московских скульпторов»[160].

### 2012 (5 человек)
1. 16 июля 2012 г., № 995 — Зайцев Николай Егорович — художник, член Московского отделения Всероссийской творческой общественной организации «Союз художников России»[161].
2. 16 июля 2012 г., № 995 — Полищук Леонид Григорьевич — художник, член-корреспондент Российской академии художеств, город Москва[161].
3. 16 июля 2012 г., № 995 — Ромашко Евгений Викторович — художник, член-корреспондент Российской академии художеств, первый вице-президент Общероссийской общественной организации «Творческий союз художников России», город Москва[161].
4. 16 июля 2012 г., № 995 — Соковнин Владимир Борисович — художник, член-корреспондент Российской академии художеств, член некоммерческого фонда «Московская организация Художественного фонда»[161].
5. 16 июля 2012 г., № 995 — Щербинина Светлана Ивановна — художник, член-корреспондент Российской академии художеств, город Москва[161].

### 2013 (2 человека)
1. 6 июля 2013 г., № 608 — Страхов Валерий Николаевич — художник, член Вологодского регионального отделения Всероссийской творческой общественной организации «Союз художников России»[162].
2. 6 июля 2013 г., № 608 — Теплов Валерий Васильевич — художник, член Ярославского областного отделения Всероссийской творческой общественной организации «Союз художников России»[162].

### 2014 (5 человек)
1. 2 мая 2014 г., № 290 — Донсков Владимир Александрович — художник-постановщик федерального государственного унитарного предприятия "Киноконцерн «Мосфильм»[163].
2. 2 мая 2014 г., № 290 — Любавин Анатолий Александрович — вице-президент по вопросам художественного образования Российской академии художеств, ректор федерального государственного бюджетного образовательного учреждения высшего профессионального образования «Московский государственный академический художественный институт имени В. И. Сурикова»[163].
3. 2 мая 2014 г., № 290 — Назаренко Татьяна Григорьевна — художник, действительный член Российской академии художеств, профессор федерального государственного бюджетного образовательного учреждения высшего профессионального образования «Московский государственный академический художественный институт имени В. И. Сурикова»[163].
4. 2 мая 2014 г., № 290 — Санджиев Дмитрий Никитич — художник, действительный член Российской академии художеств, город Москва[163].
5. 2 мая 2014 г., № 290 — Цигаль Александр Владимирович — художник, академик-секретарь отделения скульптуры Российской академии художеств, город Москва[163].

### 2016 (5 человек)
1. 14 мая 2016 г., № 225 — Волович Виталий Михайлович — художник, член Свердловского регионального отделения Всероссийской творческой общественной организации «Союз художников России»[164].
2. 14 мая 2016 г., № 225 — Калёнкова Татьяна Ивановна — доцент кафедры рисунка и графики института культуры и искусств государственного автономного образовательного учреждения высшего образования города Москвы «Московский городской педагогический университет», члену региональной общественной организации «Московский Союз художников»[164].
3. 14 мая 2016 г., № 225 — Омбыш-Кузнецов Михаил Сергеевич — профессор кафедры федерального государственного бюджетного образовательного учреждения высшего образования «Новосибирский государственный университет архитектуры, дизайна и искусств», член Новосибирского регионального отделения Всероссийской творческой общественной организации «Союз художников России»[164].
4. 14 мая 2016 г., № 225 — Орлов Игорь Михайлович — художник, член Московского отделения Всероссийской творческой общественной организации «Союз художников России»[164].
5. 14 мая 2016 г., № 225 — Чижиков Виктор Александрович — художник, член региональной общественной организации «Московский Союз художников»[164].

### 2017 (4 человека)
1. 18 мая 2017 г., № 215 — Дойбухаа Дондук Хертекович — художник, член Тувинского регионального отделения Всероссийской творческой общественной организации «Союз художников России» «Союз художников Республики Тыва»[165].
2. 18 мая 2017 г., № 215 — Петров Константин Витальевич — художник, академик Российской академии художеств, город Москва[165].
3. 18 мая 2017 г., № 215 — Руднев Леонид Иванович — художник, член Курского регионального отделения Всероссийской творческой общественной организации «Союз художников России»[165].
4. 18 мая 2017 г., № 215 — Стронский Пётр Тимофеевич — художник, член общественной организации «Союз художников Подмосковья», Московская область[165].

### 2018 (4 человека)
1. 26 марта 2018 г., № 118 — Балашов Андрей Владимирович — художник, профессор кафедры скульптуры и композиции федерального государственного бюджетного образовательного учреждения высшего образования «Московский государственный академический художественный институт имени В. И. Сурикова при Российской академии художеств»[166].
2. 26 марта 2018 г., № 118 — Гошко Валерий Семёнович — художник, член Московского отделения Всероссийской творческой общественной организации «Союз художников России»[166].
3. 26 марта 2018 г., № 118 — Мокроусов Владимир Петрович — скульптор, член-корреспондент федерального государственного бюджетного учреждения «Российская академия художеств», город Москва[166].
4. 26 марта 2018 г., № 118 — Тугаринов Дмитрий Никитович — художник, доцент кафедры скульптуры и композиции федерального государственного бюджетного образовательного учреждения высшего образования «Московский государственный академический художественный институт имени В. И. Сурикова при Российской академии художеств»[166].

### 2019 (5 человек)
1. 29 апреля 2019 г., № 199 — Бедоев Шалва Евгеньевич — художник, заведующий кафедрой изобразительного искусства федерального государственного бюджетного образовательного учреждения высшего образования «Северо-Осетинский государственный университет имени Коста Левановича Хетагурова»[167].
2. 29 апреля 2019 г., № 199 — Новик Александр Сергеевич — художник, председатель Тюменского регионального отделения Всероссийской творческой общественной организации «Союз художников России»[167].
3. 29 апреля 2019 г., № 199 — Рузин Владимир Иванович — художник, профессор кафедры дизайна, изобразительного искусства и реставрации федерального государственного бюджетного образовательного учреждения высшего образования «Владимирский государственный университет имени Александра Григорьевича и Николая Григорьевича Столетовых»[167].
4. 29 апреля 2019 г., № 199 — Смирнов Евгений Владимирович — художник, член Севастопольского регионального отделения Всероссийской творческой общественной организации «Союз художников России»[167].
5. 29 апреля 2019 г., № 199 — Юга Людмила Георгиевна — художник-график, член Тверского областного отделения Всероссийской творческой общественной организации «Союз художников России»[167].

### 2020 (4 человека)
1. 8 июня 2020 г., № 380 — Глазунов Иван Ильич — художник, ректор федерального государственного бюджетного образовательного учреждения высшего образования «Российская академия живописи, ваяния и зодчества Ильи Глазунова», город Москва[168].
2. 8 июня 2020 г., № 380 — Ибрагимов Фидаиль Мулла-Ахметович — художник декоративно-прикладного искусства, член региональной общественной организации «Московский союз художников»[168].
3. 8 июня 2020 г., № 380 — Некосов Владислав Фёдорович — художник, член Мстёрского отделения Всероссийской творческой общественной организации «Союз художников России», Владимирская область[168].
4. 8 июня 2020 г., № 380 — Чернопятов Арнольд Иванович — скульптор, член Тульского областного отделения Всероссийской творческой общественной организации «Союз художников России»[168].

### 2021 (5 человек)
1. 11 мая 2021 г., № 269 — Гориславцев Владимир Николаевич — художник декоративно-прикладного искусства, член региональной творческой общественной организации «Санкт-Петербургский Союз художников»[169].
2. 11 мая 2021 г., № 269 — Еникеев Тан Гумерович — главный художник государственного автономного учреждения культуры «Оренбургский государственный областной драматический театр им. М.Горького»[169].
3. 11 мая 2021 г., № 269 — Сафронов Николай Степанович — художник, академик федерального государственного бюджетного учреждения «Российская академия художеств», город Москва[169].
4. 11 мая 2021 г., № 269 — Шенхоров Чингиз Бадмаевич — художник, заместитель председателя правления Бурятского республиканского отделения Всероссийской творческой общественной организации «Союз художников России»[169].
5. 11 мая 2021 г., № 269 — Элоян Сергей Норикович — художник, профессор кафедры архитектурного проектирования института архитектуры, строительства и дизайна федерального государственного бюджетного образовательного учреждения высшего образования «Иркутский национальный исследовательский технический университет»[169].

### 2022 (2 человека)
1. 18 мая 2022 г., № 290 — Полетаев Михаил Анатольевич — заместитель директора — художественный руководитель федерального автономного учреждения культуры и искусства «Студия военных художников имени М. Б. Грекова», город Москва[170].
2. 18 мая 2022 г., № 290 — Русанов Виктор Николаевич — художник, профессор кафедры живописи и композиции федерального государственного бюджетного образовательного учреждения высшего образования «Московский государственный академический художественный институт имени В. И. Сурикова при Российской академии художеств»[170].

### 2023 (6 человек)
1. 21 июня 2023 г., № 450 — Алексеев Александр Геннадьевич — художник, член Ярославского областного отделения Всероссийской творческой общественной организации «Союз художников России»[171].
2. 21 июня 2023 г., № 450 — Губарев Виталий Петрович — художник-график, член Московского областного отделения Всероссийской творческой общественной организации «Союз художников России»[171].
3. 21 июня 2023 г., № 450 — Молодкин Владимир Николаевич — художник, член Мстёрского отделения Всероссийской творческой общественной организации «Союз художников России», Владимирская область[171].
4. 21 июня 2023 г., № 450 — Неверов Анатолий Иосифович — художник-скульптор, член Коми регионального отделения Всероссийской творческой общественной организации «Союз художников России»[171].
5. 21 июня 2023 г., № 450 — Стекольщиков Антон Вячеславович — доцент кафедры рисунка и живописи художественного факультета федерального государственного бюджетного образовательного учреждения высшего образования «Всероссийский государственный университет кинематографии имени С. А. Герасимова», город Москва[171].
6. 21 июня 2023 г., № 450 — Усов Леонтий Андреевич — скульптор, член правления регионального отделения Общероссийской общественный организации «Творческий союз художников России» по Томской области[171].

### 2024 (4 человека)
1. 21 мая 2024 г., № 423 — Кузьминых Константин Борисович — художник, председатель Магаданской областной организации Всероссийской творческой общественнои организации «Союз художников России»[172].
2. 21 мая 2024 г., № 423 — Малафеевский Леонид Алексеевич — художник, член Ярославского областного отделения Всероссийской творческой общественной организации «Союз художников России»[172].
3. 21 мая 2024 г., № 423 — Нежный Игорь Анатольевич — главный художник государственного бюджетного учреждения культуры города Москвы «Московский музыкальный театр «Геликон-опера» под руководством Дмитрия Бертмана»[172].
4. 21 мая 2024 г., № 423 — Тулубьева Татьяна Георгиевна — главный художник государственного бюджетного учреждения культуры города Москвы «Московский музыкальный театр «Геликон-опера» под руководством Дмитрия Бертмана»[172].

### 2025 (5 человек)
1. 30 мая 2025 г., № 351 — Грищенко, Юрий Афанасьевич — художник, профессор кафедры рисунка федерального государственного бюджетного образовательного учреждения высшего образования «Московский государственный академический художественный институт имени В. И. Сурикова при Российской академии художеств»[173].
2. 30 мая 2025 г., № 351 — Калинин, Виктор Григорьевич — художник, первый вице-президент федерального государственного бюджетного учреждения «Российская академия художеств», город Москва[173].
3. 30 мая 2025 г., № 351 — Мильченко, Сергей Григорьевич — художник, доцент кафедры скульптуры и композиции федерального государственного бюджетного образовательного учреждения высшего образования «Московский государственный академический художественный институт имени В. И. Сурикова при Российской академии художеств»[173].
4. 30 мая 2025 г., № 351 — Преснова, Татьяна Николаевна — главный художник закрытого акционерного общества «Труженица», Рязанская область[173].
5. 30 мая 2025 г., № 351 — Слепков, Анатолий Григорьевич — художник-график, член региональной творческой общественной организации «Санкт-Петербургский Союз художников»[173].

## Обладатели почётного звания, удостоенные по неопубликованным указам (5 человек)

### Год присвоения не установлен (1 человек)
1. Никонов Владимир Глебович — художник-миниатюрист[174].

### По годам

#### 2003 (1 человек)
1. 2003 — Колупаев Николай Владимирович — художник федерального государственного учреждения культуры и искусства «Студия военных художников имени М. Б. Грекова».

#### 2004 (1 человек)
1. 2004 — Теслик, Александр Иванович — художник-график.

#### 2005 (1 человек)
1. 2005 — Белюкин Дмитрий Анатольевич — художник Студии военных художников имени М. Б. Грекова[175].

#### 2007 (2 человека)
1. 2007 — Корнеев Евгений Алексеевич — художник студии военных художников имени М. Б. Грекова[176].
2. 2007 — Желваков Вячеслав Юрьевич — профессор кафедры живописи и академического рисунка Российской Академии Живописи Ваяния и Зодчества Ильи Глазунова[177]

#### 2015 (1 человек)
1. 2015 — Коротков Николай Николаевич — художник  студии военных художников имени М. Б. Грекова[178].